# Aunjanue Ellis
Aunjanue L. Ellis, född 21 februari 1969 i San Francisco, är en amerikansk skådespelare.
Ellis debuterade som skådespelare 1995. Hon har sedan haft återkommande roller i TV-serier som Yrke: Polis (1996–1997), Advokaterna (1999), True Blood (2008), The Mentalist (2010–2013)  Quantico, (2015–2017). Hon har medverkat i långfilmer som Men of Honor (2000), Ray (2004) och Niceville (2011). Vid Oscarsgalan 2022 nominerades Ellis till en Oscar för bästa kvinnliga biroll för sin insats i King Richard. För samma roll nominerades hon även till Golden Globe Award, British Academy Film Award och Critics' Choice Movie Award.

## Filmografi i urval
- 1996–1997 – Yrke: Polis (TV-serie)
- 1999 – Advokaterna (TV-serie)
- 2000 – Men of Honor
- 2002 – Undercover Brother
- 2004 – Ray
- 2006 – Freedomland
- 2008 – True Blood (TV-serie)
- 2009 – Linje 1 2 3 kapad
- 2010–2013 – The Mentalist (TV-serie)
- 2011 – Niceville
- 2015–2017 – Quantico (TV-serie)
- 2016 – The Birth of a Nation
- 2018–2019 – Designated Survivor (TV-serie)
- 2018 – If Beale Street Could Talk
- 2019 – When They See Us (TV-serie)
- 2020 – Lovecraft Country  (TV-serie)
- 2021 – King Richard
- 2024 – Nickel Boys